# حسين محمد عرب
حسين محمد بن عَرَب (1947 - ) وزير، سياسي، عسكري يمني، ولد في مقرن، مديرية مودية محافظة أبين، نال الدكتوراه في العلوم السياسية من جامعة المجر. عمل سفيراً لليمن لليمن الجنوبي لدى الجزائر (1984-1990)، ومن ثم عُين بعد إعلان الوحدة اليمنية وقيام الجمهورية اليمنية في عام 1990، نائباً لوزير الداخلية (1994-1995) وذلك خلال الحرب الأهلية اليمنية (1994)، ومن ثم عُين وزيراً للداخلية من 1994 حتى 2001، حيث عُين عضواً في مجلس الشورى اليمني.
في 1 ديسمبر 2015 عُين حسين عرب وزيراً للداخلية ونائباً لرئيس الوزراء في حكومة بحاح (المصغرة).

## التعليم
درس المرحلة الابتدائية في قريته، ثم انتقل إلى مدينة عدن، فدرس فيها المرحلتين: المتوسطة، والثانوية، ثم التحق بالجيش، وأخذ دورة عسكرية في العراق، ثم التحق بأكاديمية فبراير، من عام 1391 هـ/1971م، إلى سنة 1395 هـ/1975م، وفي سنة 1404 هـ/1984م، نال الدكتوراه في العلوم السياسية من جامعة المجر.

## حياته وأدواره
عمل ضابطًا في الجيش اليمني الجنوبي عام 1969م، ثم أركان لواء من عام 1975م، إلى 1976م، ثم أركان محور إلى 1978م، ثم قائد لواء إلى 1979م، ثم مديرًا لدائرة العمليات الحربية في الجيش حتى عام 1980م، ثم وزيرًا مفوضًا في جمهورية المجر إلى 1984م، ثم عمل سفيرًا في الجزائر إلى عام 1990م، ثم عيّن نائبًا لوزير الداخلية من 1994م، إلى 1995م، ثم عيّن وزيرًا للداخلية حتى 2001م، ثم عين عضوًا في مجلس الشورى اليمني.